# Ozon
Ozon (O3) je alotrop kisika čija se molekula sastoji od 3 atoma kisika. Premda je količina ozona u atmosferi relativno mala (maksimalne koncentracije ne prelaze 0,001%), njegova važnost za život na Zemlji je ogromna.
Ozon je plin jakog mirisa (osjeti se u zraku već pri volumom udjelu od 0,0001%), blijedo plave boje.
U Zemljinoj je atmosferi smješten u stratosferi na visini od 20 do 50 km iznad površine Zemlje. Odgovoran je za upijanje nekih valnih duljina ultraljubičastog zračenja (UVC i UVB) koje dolazi od Sunca, a upravo zbog tog zračenja i nastaje od molekula kisika. Bez stratosferskog ozona život na Zemlji ne bi bio moguć.
Za razliku od ozona u ozonskom omotaču, koji je neophodan za život na Zemlji, ozon pri tlu je nepoželjan. U manjim količinama iritira očnu sluznicu, grlo, nos i dišne puteve, dok je u većim koncentracijama akutno opasan po život. Ozon koji nastaje u nižim slojevima atmosfere ili troposferski ozon sastavni je dio gradskoga smoga. Troposferski je ozon u neposrednom dodiru sa živim organizmima. Lako reagira s drugim molekulama. Oštećuje gumu, plastične mase, površinsko tkivo biljaka i životinja, pa štetno djeluje na ljudsko zdravlje (dišne organe), biljne usjeve i šume. Zbog sve većeg prometa, količina ozona u troposferi u stalnom je porastu.
Ozon je najjače oksidacijsko sredstvo poslije fluora i vrlo je otrovan. Služi za sterilizaciju vode, operacijskih, kino i sportskih dvorana te kazališta, zatim u farmaceutskoj, kozmetičkoj, tiskarskoj industriji te industriji papira, tekstila i umjetnih materijala.

## Povijest
Ozon kao kemijsku tvar prvi je prepoznao Christian Friedrich Schönbein 1840., koji ga je nazvao prema grčkoj riječi ozein, što bi značilo miris, prema svojstvenom mirisu, posebno nakon grmljavinskih oluja i munja. Kemijsku formulu za ozon O3 je odredio Jacques-Louis Soret 1867.

## Svojstva
Ozon je blijedo plavi plin, slabo topljiv u vodi, dok je u nepolarnim otapalima dobro topljiv, kao što su ugljikov tetraklorid (CCl4) ili florougljici, gdje stvara plavu otopinu. Pri temperaturi od -112°C tvori eksplozivno nestabilnu, tamno-plavu tekućinu, a pri temperaturama nižim od -193° tvori eksplozivno nestabilnu ljubičasto-crnu čvrstu tvar.
Ozon je dijamagnetična tvar, za razliku od kisika koji je paramagnetičan.

## Struktura
Zahvaljujući rezultatima rotacijske spektroskopije, znamo da ozon nije ravna molekula, već sliči molekuli vode. Razmak O – O veze je 127,2 pm. Kut O – O – O je 116,78°. Ozon je polarna molekula, s dipolnim momentum od 0,53 D (debye). To je molekula koja ima jednu jednostruku i jednu dvostruku vezu.

## Kemijske reakcije
Ozon je vrlo snažan oksidans, puno jači od kisika. Nestabilan je kod većih koncentracija, raspadajući se na kisik (s vremenom poluraspada od oko pola sata kod atmosferskih uvjeta):
2 O3 → 3 O2
Taj se process ubrzava s povećanjem temperature i tlaka. Brzi raspad ozona može pobuditi iskra kod koncentracije od 10 % ili više.

### Kemijske reakcije s metalima
Ozon će oksidirati većinu metala (osim zlata, platine i iridija), primjerice bakar:
2 Cu+  + 2 H3O+  + O3  → 2 Cu2+  + 3 H2O  + O2

### Kemijske reakcije s dušikom i ugljikovim spojevima
Ozon će oksidirati dušikov oksid prvo u dušikov dioksid, što je reakcija koju prati kemoluminiscencija:
NO + O3 → NO2 + O2
Dušikov dioksid dalje oksidira u dušikov trioksid:
NO2 + O3 → NO3 + O2
Dušikov trioksid će dalje reagirati s ostatkom dušikovog dioksida u dušikov pentoksid: 
Kruti dušikov dioksid perklorat se može dobiti iz dušikovog dioksida, klorovog dioksida i ozona:
2 NO2 + 2 ClO2 + 2 O3 → 2 NO2ClO4 + O2
Ozon ne reagira sa solima amonijaka, ali oksidira amonijak u amonijev nitrat:
2 NH3 + 4 O3 → NH4NO3 + 4 O2 + H2O
Ozon oksidira ugljik u ugljikov dioksid čak i na sobnoj temperaturi:
C + 2 O3 → CO2 + 2 O2

### Kemijske reakcije sa spojevima sumpora
Ozon oksidira sulfide u sulfate.
Olovov(II) sulfid oksidira u olovov(II) sulfat:
PbS + 4 O3 → PbSO4 + 4 O2
Sumporna kiselina se može dobiti od ozona, vode i elemenata kao što je sumpor ili sumporov dioksid:
S + H2O + O3 → H2SO4
3 SO2 + 3 H2O + O3 → 3 H2SO4
Plinoviti sumporovodik se oksidira u sumporov dioksid, a odmah zatim u sumporov trioksid: 
H2S + O3 → SO2 + H2O
SO2 + O3 → SO3 + O2
S tekućim sumporovodikom, reagira u dvije istovremene reakcije:
H2S + O3 → S + O2 + H2O
3 H2S + 4 O3 → 3 H2SO4

### Kemijske reakcije s ostalim tvarima
Kositrov(II) klorid u klorovodičnoj kiselini reagira s ozonom i daje kositrov(IV) klorid i vodu:
3 SnCl2 + 6 HCl + O3 → 3 SnCl4 + 3 H2O
Jodov perklorat se može dobiti otapanjem joda u hladnoj perkloratnoj kiselini i s ozonom:
I2 + 6 HClO4 + O3 → 2 I(ClO4)3 + 3 H2O

### Izgaranje
Ozon se može koristiti za izgaranje, jer stvara više temperature od kisika. Ugljikovog subnitrid gori u ozonu i daje ugljikov monoksid i dušik:
3 C4N2 + 4 O3 → 12 CO + 3 N2
Ozon može reagirati kod vrlo niskih temperatura. Kod −196 °C atomski vodik reagira s tekućim ozonom, stvarajući radikalnu molekulu vodikov superoksid:
H + O3 → HO2 + O
2 HO2 → H2O4

### Stvaranje ozonida
Redukcijom ozona stvara se anion ozonid O3–. Derivati tih aniona su eksplozivni i moraju se čuvati na vrlo niskim temperaturama. Svi superoksidi alkalijskih metala oksidiraju u ozonide općom jednadžbom kemijske reakcije:
MO2 + O3 → MO3 + O2
Iako kalijev ozonid se može dobiti na gornji način, moguće ga je dobiti iz kalijevog hidroksida i ozona:
2 KOH + 5 O3 → 2 KO3 + 5 O2 + H2O
Natrijev i litijev ozonid se pripremaju djelovanjem cezijevog ozonida u tekućem amonijaku na ionskom izmjenjivaču koj sadrži ione Na+ ili Li+:
CsO3 + Na+ → Cs+ + NaO3
Otopina kalcija u amonijaku reagira s ozonom stvarajući amonijev ozonid, a ne kalcij ozonid:
3 Ca + 10 NH3 + 6 O3 → Ca·6NH3 + Ca(OH)2 + Ca(NO3)2 + 2 NH4O3 + 2 O2 + H2

### Primjena
Ozon se može koristiti za uklanjanje mangana iz vode, stvarajući talog koji se može ukloniti filtriranjem:
2 Mn2+ + 2 O3 + 4 H2O → 2 MnO(OH)2 (s) + 2 O2 + 4 H+
Slično, ozon se može iskoristiti za uklanjanje cijanida, pretvarajući ih u cijanate, koji su puno manje otrovni:
CN- + O3 →  CNO- + O2
Ozon može potpuno rastaviti ureu:
(NH2)2CO + O3 → N2 + CO2 + 2 H2O
Ozon rastavlja alkene i daje ketone.

## Ozon u Zemljinoj atmosferi
Dobsonova jedinica je jedinica u kojoj se najčešće izražava količina ozona u atmosferi. Količina ozona u atmosferi izražena u DU jednaka je ukupnoj količini ozona koja se nalazi u vertikalnom stupcu zraka koji se proteže od tla do vrha atmosfere. Kada bi sav ozon iz vertikalnog stupca doveli na standardne uvjete ne mijenjajući pri tom veličinu baze stupca, stupac ozona visok 0,01 mm bio bi jednak jednoj DU. Uobičajena količina ozona u atmosferi je 300 DU. 

### Ozonski omotač
Najveća koncentracija ozona u atmosferi je u stratosferi i ona se naziva ozonski omotač, a to je između 10 do 50 km iznad Zemljine površine (stratosferski ozon). Premda je količina ozona u atmosferi relativno mala (maksimalne koncentracije ne prelaze 0,001 %), njegova važnost za život na Zemlji je ogromna. To je filter za Sunčevo ultraljubičasto zračenje valne duljine manje od 320 nm (UVB i UVC). Osim ozona ni jedan od preostalih sastojaka atmosfere ne apsorbira UV zračenje u rasponu od 240 do 290 nm. Kad bi to zračenje došlo do Zemljine površine, oštetilo bi genetički materijal (DNA), a fotosinteza, koja je neophodna za biljni svijet, bila bi onemogućena.
Ozon u stratosferi nastaje uglavnom djelovanjem ultraljubičastog zračenja sa Sunca, koje reagira s dvoatomnim kisikom O2:
O2 + foton (UV zračenje < 240 nm) → 2 O
O + O2 + M → O3 + M
Ozon se u istom ciklusu raspada reakcijom s jednoatomnim kisikom O:
O3 + O → 2 O2
Zadnja reakcija se odvija uz prisustvo katalizatora, a to su prisutni slobodni radikali u atmosferi, od kojih su najvažniji hidroksil (OH), dušikov oksid (NO), atomski klor (Cl) i brom (Br). Sredinom sedamdesetih godina 20. stoljeća nad Antarktikom je u ozonskom omotaču uočeno veliko smanjenje koncentracije ozona (ozonske rupe) s obzirom na ranija razdoblja koje je uzrokovano ljudskim djelovanjem, odnosno ljudskom emisijom klorofluorougljika (CFC, koji su poznati i pod nazivom freoni). Najveće smanjenje (ponegdje čak do 99%) uočeno je na visinama od 14-19 km nad tlom. Kako bi spriječila pogubno djelovanje ozonske rupe na život na Zemlji, međunarodna zajednica ulaže velike napore da se emisija CFC svede na minimum.

### Troposferski ozon
U urbaniziranim sredinama ozon nastaje pri tlu fotokemijskim reakcijama bogatoj dušikovim oksidima NO i NO2 (koji se najčešće kraće označavaju s NOx), a koji su u atmosferu dospijevaju u većim količinama kao posljedica ljudskih aktivnosti (naročito prometa). Stoga se u velikim gradovima s gustim prometom, koji obiluju Sunčevim zračenjem, a nalaze se u toplim i suhim klimama (poput npr. Rima, Tokija, Atene i Los Angelesa), javlja onečišćenje zraka poznato pod nazivom fotokemijski smog. U tako onečišćenoj atmosferi uz O3 i NOx nalaze se i organski nitrati, poput PAN-a (peroksiacetil nitrat CH3C(O)OONO2), oksidirani ugljikovodici i tzv. fotokemijski aerosol, a nad gradom se zbog velike količine aerosola može vidjeti žućkasto-smeđi oblak, koji je zbog svog čestog pojavljivanja nad Atenom dobio ime nefos (od grčke riječi νεφοσ, što znači oblak).
Trajanje troposferskog ozona je otprilike 22 dana. Uglavnom se na kraju taloži na tlo, u obliku hidroksilnih (OH) spojeva ili peroksilnih radikala (HO2). Postoje snažni dokazi da povećana koncentracija ozona na tlu dovodi do smanjenih prinosa u poljoprivredi, jer ozon utječe na procese fotosinteze i usporava cjelokupan rast biljaka.

### Ozonske pukotine
Ozon napada polimere, koji imaju olefinske i dvostruke veze u svojoj lančanoj strukturi, kao što su prirodne i umjetne gume. To izaziva pukotine na njima, koje s vremenom postaju duže i dublje. Rješenje je korištenje voska, koji stvara zaštitni sloj preko gume. Javlja se kod starih automobilskih guma, ali i brtva i O – prstena. Gumene cijevi za dovod goriva imaju često taj problem, posebno ako su u blizini električnih uređaja, kao što su istosmjerni elektromotori (kolektor stalno iskri, te stvara ozon). 

### Ozon kao staklenički plin
Iako je ozon bio prisutan u blizini tla i prije industrijske revolucije, danas su mu troposferske koncentracije puno veće, što dodatno djeluje na efekt staklenika, upijajući dio dugovalnog infracrvenog zračenja s površine Zemlje. Ozon u troposferi nije jednoliko raspoređen, ali procjena Međuvladinog panela o klimatskim promjenama govori da iznosi oko 25 % od ukupnog dodatnog zračenja što ga ostvaruje ugljikov dioksid.
Ozon je puno jači staklenički plin od ugljikovog dioksida, ali je u manjoj koncentraciji i ima puno kraće trajanje, zbog  čega nema veliki utjecaj na globalno zatopljenje, ali u nekim područjima s velikom koncentracijom ima i 50 % veće dodatno zračenje od ugljikovog dioksida.

## Utjecaj ozona na zdravlje

### Onečišćenje zraka
Većina ljudi može osjetiti miris ozona već pri koncentraciji od 0.01 ppm (oko 0.02 mg m-3) u zraku, zbog vrlo oštrog mirisa, koji podsjeća na klorni izbjeljivač. Kod izloženosti od 0.2-0.5 ppm (oko 0.4 do oko 1 mg m-3) izaziva glavobolju, iritira očnu sluznicu, grlo, nos i dišne puteve. LD50 za ozon kod četverosatne izloženosti iznosi 9.9 ppm (oko 19.52 mg m-3).
Ozon izaziva velike poteškoće za one bolesnike s astmom, bronhitisom i sa srčanim smetnjama.
Dugo izlaganje ozonu povećava rizik smrtnosti zbog bolesti dišnih puteva. Jedna studija u SAD, na 450 000 ljudi, pokazala je snažnu povezanost između razine ozona i bolesti dišnih puteva, u trajanju od 18 godina. Studija je zaključila da ljudi koji žive u gradovima, s visokim koncentracijama ozona, imaju 30 % povećani rizik smrtnosti od bolesti dišnih puteva.
Prema Američkoj agenciji za zaštitu okoliša (engl. United States Environmental Protection Agency - EPA), ozon s koncentracijom 0,004 % ili više, može štetno djelovati na osjetljive ljude.  U Europskoj uniji propisi (Directive 2008/50/EC) dozvoljavaju najveću koncentraciju ozona od 0,006 %, ali se još ne zna kada će stupiti na snagu. Svjetska zdravstvena organizacija preporučuje najveću koncentraciju ozona od 0,0051 %.

### Fiziologija
Ozon, uz još druge oblike reaktivnog kisika, prirodno stvaraju u našem tijelu bijela krvna zrnca ili leukociti, da bi uništili strane mikroorganizme. Ozon reagira direktno s organskim spojevima koji imaju dvostruke veze. Smatra se čak da je ozon povezan i s upalnim procesima.

### Sigurnosni propisi
Povećana razina ozona se može pojaviti u linijskim putničkim zrakoplovima, koji lete na velikim visinama i kod jačih turbulencija. Maksimalno dozvoljeni nivo ozona je 0,001 %, za trajanje leta od 4 sata. Neki zrakoplovi su opremljeni s uređajima u ventilaciji, koji smanjuju razinu ozona.

## Dobivanje ozona
Kod industrijskog dobivanja ozona, koncentracije koje se dobivaju su 1 do 5 % u zraku, a 6 do 14 % u kisiku, kod starijih metoda. Nove elektrolitičke metode ostvaruju 20 do 30 % otopljenog ozona u vodi.
Temperatura i vlažnost zraka igraju veliku ulogu kod dobivanja ozona koronalnim pražnjenjem i s UV zračenjem, te produktivnost može biti i 50 % manja kod vlažnog zraka. Nove metode koriste elektrolitičke metode za dobivanje ozona iz molekula vode. 

### Propuštanje zraka ili kisika kroz električno koronalno pražnjenje
To je najčešći način stvaranja ozona u industriji i u domaćinstvima. Koristi se zrak, relativno je jeftinija metoda i može se dobiti 3 do 6 % ozona. Popratna pojava kod korištenja vlažnog zraka je stvaranje dušikovih oksida.

### Ozračivanje zraka ili kisika UV-C zračenjem
To je jeftinija metoda dobivanja ozona, ali je sporija i daje najviše 0,5 % ozona, tako da je za neke primjene nepraktična. Koristi se za pročišćavanje vode u bazenima i termalnim kupalištima. Prednost je što se ne stvaraju dušikovi oksidi, dobro radi u vlažnom zraku i ne treba sušenje zraka.

### Pretvaranje kisika u hladnu plazmu
Hladnu plazmu se dobiva dielektričnim pražnjenjem u kisiku. Dvoatomni kisik se razdvaja u jednoatomni, koji se ponovo spaja u ozon. Najviša dobivena volumna koncentracija je 5 %. Prednost je lako dobivanje velikih količina, a nedostatak su visoki investicijski troškovi pa se metoda rjeđe koristi.

### Elektrolitička metoda
Elektrolizom vode u vrlo kiselom mediju i velikom jakosti struje dobivaju se vodik, kisik i ozon. Ovom metodom se može dobiti 20 do 30 % otopljenog ozona u vodi, a prednost je što ne ovisi o zraku. 
3 H2O → O3 + 6 H+ + 6 e− (ΔEo = −1.53 V)
6 H+ + 6 e− → 3 H2 (ΔEo = 0 V)
2 H2O → O2 + 4 H+ + 4 e− (ΔEo = −1.23 V)

### Posebne okolnosti
Ozon se ne može staviti u spremnik i zatim transportirati kao ostali tehnički plinovi, jer se brzo raspada u kisik. Zato se mora stvarati na mjestu upotrebe. 
Zbog visoke reaktivnosti, uređaji za dobivanje ozona proizvode se od samo nekoliko materijala: nehrđajući čelik (SS 316L), titanij, aluminij (ako nema vlage), staklo, teflon (PTFE) ili PVDF. Za brtve treba koristiti silikonske gume.

### Slučajno dobivanje ozona
Ozon se može stvoriti u zraku električnim pražnjenjem kod visokih napona i jakosti struje. Električni uređaji koji stvaraju znatnu količinu ozona su ionski pročiščivač zraka, laserski pisač, fotokopirni uređaji, uređaj za elektrolučno zavarivanje. Istosmjerni elektromotori koji imaju četkice stvaraju ozon iskrenjem na kolektoru. 
Postoji pojava na rijeci Catatumbo u Venezueli, kod nastajanja grmljavinskih oluja, kada nastaju velike količine ozona, koje odlaze u gornje slojeve troposfere. To je svjetski najveći generator ozona i proglašen je UNESCO-ovom Svjetskom baštinom.

## Primjena

### Industrija
Ozon se industrijski koristi za: 
- dezinfekciju u bolnicama
- dezinfekciju kod proizvodnje hrane u prehrambenoj industriji
- dezinfekciju vode umjesto klora
- proizvodnju lijekova
- dobivanju sintetskih motornih ulja
- pročišćavanje zraka u objektima nakon požara
- higijenu bazena i termalnih kupališta
- uništavanje insekata kod uskladištenih žitarica
- uništavanje plijesni i kvasaca u proizvodnji hrane
- uništavanje plijesni, kvasaca i bakterija kod svježeg voća i povrća
- uklanjanje zagađivača kod tretiranja otpadnih voda (spojevi željeza, arsena, sumporovodik, nitriti, nitrati itd.)
- čišćenje i izbjeljivanje tkanina
- izbjeljivanje papira

### Domaćinstvo
Upotreba ozona u domaćinstvu je ograničena na male ozonizatore te je vrlo rizična zbog otrovnosti ozona.

## Poveznice
- Ozonske rupe
- Ozonski omotač